# Ágnes Kunhalmi

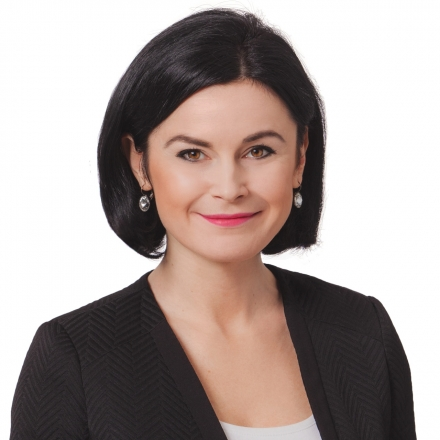
Ágnes Kunhalmi

Ágnes Kunhalmi (nascida em 31 de outubro de 1982) é uma política socialista húngara. É deputada à Assembleia Nacional desde as eleições de 2014 e Membro da Comissão Executiva do Partido Socialista Húngaro desde 2018. Ela também é co-presidente feminina do Partido Socialista Húngaro desde 19 de setembro de 2020.